# Deutsche Gesellschaft für Experimentelle und Klinische Pharmakologie und Toxikologie
Die Deutsche Gesellschaft für Experimentelle und Klinische Pharmakologie und Toxikologie e. V. (DGPT) ist ein „Vereinsverband“ dreier Fachgesellschaften, nämlich der Deutschen Gesellschaft für Pharmakologie (DGP), der Deutschen Gesellschaft für Klinische Pharmakologie und Therapie e. V. (DGKliPha) und der Gesellschaft für Toxikologie (GT). Ziel der DGPT ist, die Pharmakologie, Klinische Pharmakologie und Toxikologie nach innen und außen zu vertreten, in Forschung und Lehre zu fördern und für das Gesundheitswesen nützlich zu machen. Sind die drei Teilgesellschaften für ihre je spezifischen Aspekte zuständig, so die Dachgesellschaft für gemeinsame Aufgaben. Präsidenten der DGPT sind abwechselnd jeweils für ein Jahr die Vorsitzenden der drei Einzelgesellschaften.
Die DGPT ist ein gemeinnütziger Verein mit Sitz in Mainz. Sie zählt heute (2010) etwa 2500 Mitglieder.

## Geschichte

### Bis 1920: Vorläufer
Die weltweit älteste bis heute fortlebende pharmakologische Fachzeitschrift, das Archiv für experimentelle Pathologie und Pharmakologie, heute Naunyn-Schmiedeberg’s Archives of Pharmacology, erschien zuerst 1873. Damals gab es noch keinen Verband von Pharmakologen.
Eine erste Pharmakologen-Vereinigung wurde 1900 anlässlich des Kongresses der Deutschen Gesellschaft für Innere Medizin in Wiesbaden gegründet. Nach der Wiesbadener Gründung tagte sie noch dreimal, zuletzt 1907. Spätere Nachrichten fehlen.
Die weltweit erste pharmakologische Fachgesellschaft entstand 1908: die American Society for Pharmacology and Experimental Therapeutics.
Der Plan einer internationalen Gesellschaft wurde zum Beispiel von John Jacob Abel aus den USA, Arthur Robertson Cushny und Henry Hallett Dale aus Großbritannien und Walther Straub aus Deutschland verfolgt, durch den Ersten Weltkrieg aber verhindert.

### 1920 bis 1932: Gründung
Die heutige DGPT schließlich wurde als Deutsche Pharmakologische Gesellschaft am 24. September 1920 auf der 86. Versammlung der Gesellschaft Deutscher Naturforscher und Ärzte in Bad Nauheim gegründet. Gründungs- und erste Vorstands-Mitglieder waren Alexander Ellinger (1870–1923) aus Frankfurt am Main, Rudolf Gottlieb (1864–1924) aus Heidelberg, Arthur Heffter (1859–1925) aus Berlin, Hans Horst Meyer (1853–1939) aus Wien, Josef Schüller (1888–1968) aus Freiburg im Breisgau und Walther Straub (1874–1944) ebenfalls aus Freiburg im Breisgau. Nach der US-amerikanischen ist die deutsche die zweitälteste nationale pharmakologische Gesellschaft. Sie hatte stets auch nicht-deutsche Mitglieder, sowohl aus dem deutschsprachigen als auch aus dem nicht-deutschsprachigen Ausland, so nach der ersten Liste aus dem Jahr 1924 unter insgesamt 142 Mitgliedern 41 von außerhalb Deutschlands. Naunyn-Schmiedebergs Archiv ist heute das wissenschaftliche Organ der Gesellschaft, wo unter anderem ihre Kongress-Berichte erscheinen. Sitz war zunächst Berlin-Charlottenburg.

### 1932 bis 1945: Im Nationalsozialismus
1932 gehörten zum Vorstand der Deutschen Pharmakologischen Gesellschaft Otto Loewi (1873–1961) aus Graz (Vorsitzender), Ferdinand Flury (1877–1947) aus Würzburg (Stellvertreter), Werner Lipschitz (1892–1948) aus Frankfurt am Main (Geschäftsführer), Oskar Gros (1877–1947) aus Heidelberg, Wolfgang Heubner (1877–1957) aus Berlin (bis zum Herbst 1932), Poul Edvard Poulsson (1858–1935) aus Oslo und Otto Riesser (1882–1949) aus Breslau (ab Herbst 1932 statt Heubner).
Am 31. März 1933 notierte der Berliner Pharmakologe und Gegner des Nationalsozialismus Wolfgang Heubner in sein Tagebuch: „Fakultätssitzung auf Grund einer mündlichen Besprechung einer Fakultätskommission im Kultusministerium ...: es wird 'emp'/befohlen, allen jüdischen Angestellten zu kündigen, sonstige jüdische Institutsinsassen zu ‚beurlauben‘.“ Am 7. April 1933 wurde das Gesetz zur Wiederherstellung des Berufsbeamtentums erlassen. Die Vorstandsmitglieder Lipschitz, Loewi und Riesser waren jüdischer Herkunft.
Am 1. Oktober 1933 traf sich der Vorstand, erweitert um Heubner und den Freiburger Pharmakologen Sigurd Janssen (1891–1968). Das Protokoll vermerkt: „In sehr eingehender Aussprache wies Heubner darauf hin, daß das Ministerium auf einer Änderung des Vorstandes bestehe und, falls dies abgelehnt wird, die Gesellschaft auflösen werde. Herr Riesser stellt fest, daß die Mehrzahl der Anwesenden das Ausscheiden der nichtarischen Vorstandsmitglieder für unvermeidlich hält. Er schlägt folgende Fassung vor: ‚Unter den heutigen Verhältnissen ist die Pharmakologische Gesellschaft nicht in der Lage, ihren Vorstand nach den bisherigen Satzungen zu bilden. Sie überträgt daher, bis zur Aufstellung einer neuen Satzung, die verantwortliche Führung an Herrn Prof. Dr. Heubner.‘ Die Fassung wird einstimmig angenommen.“ Dementsprechend trat der gesamte Vorstand zurück, und Heubner und Janssen übernahmen die kommissarische Leitung.
Bei der nächsten Mitgliederversammlung, am 17. September 1934 in Göttingen, erfolgte die Gleichschaltung. Das Protokoll vermerkt:

„Dann schlägt der Vorsitzende (Janssen) die Satzungsänderungen vor, die allen anderen deutschen wissenschaftlichen Gesellschaften auferlegt worden sind und die aus vier Punkten bestehen:

1. Der Vorstand bedarf der Bestätigung des Reichsministers des Innern (§ 7a).

2. Der Reichsminister des Innern kann jederzeit Vorstandsmitglieder abberufen (§ 7b).

3. Dem Reichsminister des Innern steht das Recht zu, Beschlüsse des Vorstandes der Gesellschaft auszusetzen oder aufzuheben (§ 7c).

4. Satzungsänderungen unterliegen der Zustimmung des Reichsministers des Innern (§ 14a).“

Alle Änderungen wurden als neue Paragraphen eingefügt, ohne den Text sonst zu verändern. Als neuer Vorstand wurden Sigurd Janssen (Vorsitzender), Walther Straub (Stellvertreter), Behrend Behrens (1895–1969) aus Berlin (Geschäftsführer), Max Baur (1893–1936) aus Marburg, Felix Haffner (1886–1953) aus Tübingen und Karl Zipf (1895–1990) aus Königsberg gewählt.
Vom 24. bis 28. April 1938 fand in Berlin die letzte Tagung der Gesellschaft vor dem Zweiten Weltkrieg statt. Im März hatte sich der Anschluss Österreichs vollzogen. In der Nacht vom 11. auf den 12. März war Otto Loewi in Graz verhaftet worden, um erst zwei Monate später wieder freizukommen, nachdem er sein Nobelpreis-Geld aus Schweden auf eine nationalsozialistisch kontrollierte Bank hatte überweisen lassen.
Bei seiner Eröffnungsrede am 25. April sprach der Vorsitzende, Ferdinand Flury, die Lingua Tertii Imperii. In dramatischem Kontrast dazu stand die anschließende Rede des Berliner Gastgebers Heubner. Er begann und endete mit Aspekten seines Fachs, der Pharmakologie. Dazwischen aber fügte er ein Plädoyer für Humanität, den Verstand, das Rationale, Einsicht, Weisheit, Redlichkeit, das Gewissen – alles Werte, die der nationalsozialistischen anti-rationalen Weltanschauung diametral entgegenstanden. Kaum verhüllt erinnerte er an Otto Loewi, indem er sagte: „So werden viele Seelen davon berührt, wenn Unglück hereinbricht über einen hervorragenden Entdecker weitreichender Zusammenhänge.“
Auszüge aus den beiden Reden stehen in der Diskussion zu diesem Artikel.
Als neuer Vorstand wurden Behrend Behrens (Vorsitzender), Walther Straub (Stellvertreter), Hermann Druckrey (1904–1994) aus Berlin (Geschäftsführer), Ferdinand Flury, Ludwig Lendle (1899–1969) aus Göttingen und Karl Zipf gewählt.
Tagungen, die für 1939 in Köln, für 1940 in Heidelberg, für 1942 in Würzburg und für 1943 in Bad Nauheim geplant waren, verhinderten der Krieg und ein Verbot der Regierung.
Der Würzburger Pharmakologe Ullrich Trendelenburg hat in seinem Buch Verfolgte deutschsprachige Pharmakologen 1933–1945, in der 2. Auflage bearbeitet von dem Mainzer Pharmakologen Konrad Löffelholz, 69 – in der 2. Auflage 71 – Kurzbiographien veröffentlicht. Die Biographien zeigen, dass die Deutsche Pharmakologische Gesellschaft die Verfolgten weiter als Mitglieder führte, so lange sie ihre Adressen kannte. Bei einigen Personen verraten die Adressen ihr Schicksal, nämlich die Emigration oder wenigstens Entlassung, so bei Otto Krayer (1899–1982), der 1932 in Berlin, 1936 in Beirut, 1938 in Boston tätig war, bei Paul Pulewka (1896–1989), der 1932 in Tübingen, 1936 und 1938 in Ankara tätig war, und bei Otto Riesser, der 1932 und 1936 in Breslau Lehrstuhlinhaber, 1938 aber entlassen war und in Oberursel wohnte.
Quelle:

### 1947–1990: In zwei deutschen Staaten
Die erste Tagung nach dem Krieg fand vom 22. bis 24. August 1947 in Hamburg statt. Der Vorsitzende der Gesellschaft, Behrens, seit 1938 im Amt, länger als satzungsmäßig eigentlich möglich, begrüßte besonders Otto Riesser und bat ihn, den Ehrenvorsitz der Tagung zu übernehmen. Riesser sagte: „Indem ich Ihnen aufrichtigst für die große Ehre danke, die Sie mir durch die Übertragung des Ehrenvorsitzes antun, möchte ich sie annehmen zugleich auch im Namen all derer, die, von einer fanatischen politischen Führung vertrieben, ins Ausland flüchten mußten; vor allem aber auch im Gedenken an diejenigen unserer Kollegen, denen das Leben geraubt wurde. … Ihrer zu gedenken in kollegialer und herzlicher Anteilnahme, ist uns selbstverständliche Pflicht. Aber auch manche anderen möchte ich grüßen, die im Gefolge der politischen Umwälzungen nach Deutschlands Niederlage heute noch ihrem wissenschaftlichen Beruf ferngehalten werden und denen wir eine Rehabilitierung und den Wiedereinsatz in die wissenschaftliche Arbeit wünschen.“
In den ersten Nachkriegsvorstand wurden Otto Riesser aus Frankfurt am Main (Vorsitzender), Hellmut Weese (1897–1954) aus Düsseldorf (Stellvertreter und Geschäftsführer), August Wilhelm Forst (1890–1981) aus München, Ernst Frey (1878–1960) aus Göttingen, Fritz Külz (1887–1949) aus Frankfurt am Main und Josef Schüller (1888–1968) aus Köln gewählt.
Bereits bei der nächsten Tagung, vom 10. bis 13. September 1948 in Düsseldorf, konnte der Gastgeber Weese die Wiederaufnahme internationaler Beziehungen melden: Henry Hallett Dale, Mitglied der Gesellschaft seit 1932, hatte die Ehrenmitgliedschaft angenommen.
Zugleich bahnte sich bei diesen ersten Tagungen an, was die nächsten Jahre bestimmen sollte: So wie sich die Bundesrepublik Deutschland und die Deutsche Demokratische Republik trennten, so trennten sich die westdeutschen und ostdeutschen Pharmakologen. In Hamburg wurde der Plan entwickelt, die bisherige Deutsche Pharmakologische Gesellschaft mit Sitz in Berlin durch eine neue mit Sitz in Düsseldorf zu ersetzen, offizieller Name Deutsche Pharmakologische Gesellschaft, Sitz Düsseldorf, e. V. Sie sollte die Aufgaben der bisherigen Gesellschaft „übernehmen, solange diese nicht in der Lage ist, mit ihren über ganz Deutschland und das Ausland verteilten Mitgliedern eine Vereinstätigkeit auszuüben“. In der Tat wurde die neue Gesellschaft am 29. Juli 1949 vom Amtsgericht Düsseldorf genehmigt und eingetragen.
Die Parallele zur Politik der beiden deutschen Staaten ging weiter. So wie die Bundesrepublik einen Alleinvertretungsanspruch erhob, so begannen die westdeutschen Pharmakologen die Düsseldorfer Gesellschaft als gesamtdeutsche Gesellschaft und vollgültige Nachfolgerin der Berliner Gesellschaft zu sehen. Dazu trug bei, dass von Anfang an die Zahl der westdeutschen die Zahl der ostdeutschen Mitglieder weit überstieg; von den 190 Mitgliedern im Jahr 1948 lebten 44 außerhalb Deutschlands und 130 in den drei westlichen Besatzungszonen, aber nur 16 in der sowjetischen Besatzungszone. Eintritte aus der Deutschen Demokratischen Republik waren praktisch ausgeschlossen, im Gegenteil traten die dort lebenden Mitglieder im Laufe der Jahre mit wenigen Ausnahmen auf staatlichen Druck aus der Düsseldorfer Gesellschaft aus. Immerhin wurde noch für 1953 bis 1954 der Greifswalder Pharmakologe Paul Wels (1890–1963) zum Vorsitzenden gewählt.
1959 wurde in der Deutschen Demokratischen Republik eine Arbeitsgemeinschaft der Pharmakologen der Industrie und der Hochschulen gegründet, 1967 umbenannt in Pharmakologische Gesellschaft der DDR und 1973 in Gesellschaft für Pharmakologie und Toxikologie der DDR.
Besuche westlicher Tagungen durch Ostdeutsche und umgekehrt wurden immer schwieriger, so dass der Vorsitzende der Düsseldorfer Gesellschaft Hans Herken (1912–2003) aus Berlin 1962 zur Eröffnung der 27. Tagung der Gesellschaft in Wien, zu der der Wiener Pharmakologe Franz Theodor von Brücke (1908–1970) eingeladen hatte, sagen musste: „Leider hat sich unsere Hoffnung nicht erfüllt, daß uns die Einladung unseres Kollegen von Brücke Gelegenheit geben würde, den Pharmakologen aus dem Osten unseres Vaterlandes bei einem Wiedersehn nach langer Zeit wieder die Hand drücken zu können, was uns Berlinern sogar innerhalb der Stadt versagt ist. Den von uns Getrennten senden wir unseren herzlichsten Gruß.“ Ab 1978 gab es ein Abkommen, das jährlich drei Pharmakologen aus der Deutschen Demokratischen Republik die Teilnahme an Kongressen in der Bundesrepublik ermöglichte – und umgekehrt.
So arbeiteten die beiden Gesellschaften parallel. 1986 hatte die Gesellschaft für Pharmakologie und Toxikologie der DDR 324 Mitglieder, 1988 die Deutsche Pharmakologische Gesellschaft, Sitz Düsseldorf, e. V. 1600 Mitglieder.
Quelle:

### 1990–2010: Seit der Deutschen Wiedervereinigung
1989 begann die deutsche Wiedervereinigung, am 3. Oktober 1990 wurde sie mit dem Beitritt der Deutschen Demokratischen Republik zur Bundesrepublik Deutschland formal vollendet.
Die beiden Pharmakologischen Gesellschaften reagierten schnell. Auf der letzten Tagung der ostdeutschen Gesellschaft, vom 21. bis 23. März 1990 in Erfurt, und auf der 31. Frühjahrstagung der westdeutschen Gesellschaft, vom 13. bis 16. März 1990 in Mainz, diskutierte man, was zu geschehen habe. Im September bis November stimmten die Mitglieder der ostdeutschen Gesellschaft in einer Briefwahl dafür, ihre Gesellschaft sollte geschlossen – in toto – der westdeutschen Gesellschaft beitreten. Die westdeutsche Gesellschaft wies aber darauf hin, dass nach ihrer Satzung nur Einzelpersonen aufgenommen werden konnten. Deshalb wurde jedes Mitglied der ostdeutschen Gesellschaft angeschrieben und um Stellungnahme gebeten. 170 Mitglieder entschieden sich für den Aufnahmeantrag, 19 dagegen, etwa 160 antworteten nicht. Die Liste von 170 Aufnahmeanträgen wurde, überarbeitet, der von Helmut Greim (* 1935) geleiteten Mitgliederversammlung der westdeutschen Gesellschaft am 14. März 1991 in Mainz vorgelegt und weitgehend angenommen. Über 8 zurückgestellte Anträge beriet eine Wiedervereinigungskommission und entschied die nächste Mitgliederversammlung am 11. März 1992 in Mainz.
Wolfgang Klinger (* 1933), der letzte, im Mai 1990 in einer Briefwahl gewählte Vorsitzende der Gesellschaft für Pharmakologie und Toxikologie der DDR, und Dieter Müller (* 1942), der gleichzeitig gewählte Geschäftsführer, beide aus Jena, in ihrem Bericht über die Fusion: „Mit der Mainzer Mitgliederversammlung am 14. März 1991 ging endlich eine jahrzehntelange Trennung der deutschen Pharmakologen zu Ende. So konnte die Frühjahrstagung 1991 für viele junge Pharmakologen aus den 5 neuen Bundesländern und Berlin die lang ersehnte Möglichkeit zur Vorstellung als Wissenschaftler mit einem eigenen wissenschaftlichen Beitrag sowie zum Kennenlernen der Forschungslandschaft und ihrer Vertreter im wiedervereinigten Deutschland werden.“
In den 1980er Jahren wuchsen die Bestrebungen der Toxikologen und der klinischen Pharmakologen, eigene Fachgesellschaften zu bilden oder doch innerhalb der Deutschen Pharmakologischen Gesellschaft ein deutlicheres Eigengewicht zu gewinnen. Es entstanden Sektionen für Toxikologie, klinische Pharmakologie und experimentelle Pharmakologie. 1986 wurde die Gesellschaft in Deutsche Gesellschaft für Pharmakologie und Toxikologie und 1993 in Deutsche Gesellschaft für Experimentelle und Klinische Pharmakologie und Toxikologie e. V. (Abkürzung DGPT) umbenannt. Die Entwicklung mündete 2007 bis 2008 in die heutige Struktur eines Vereinsverbandes aus drei Teilgesellschaften. Sitz der Gesellschaft ist seit 1990 Mainz.

Die Logos der Dachgesellschaft und der drei Teilgesellschaften
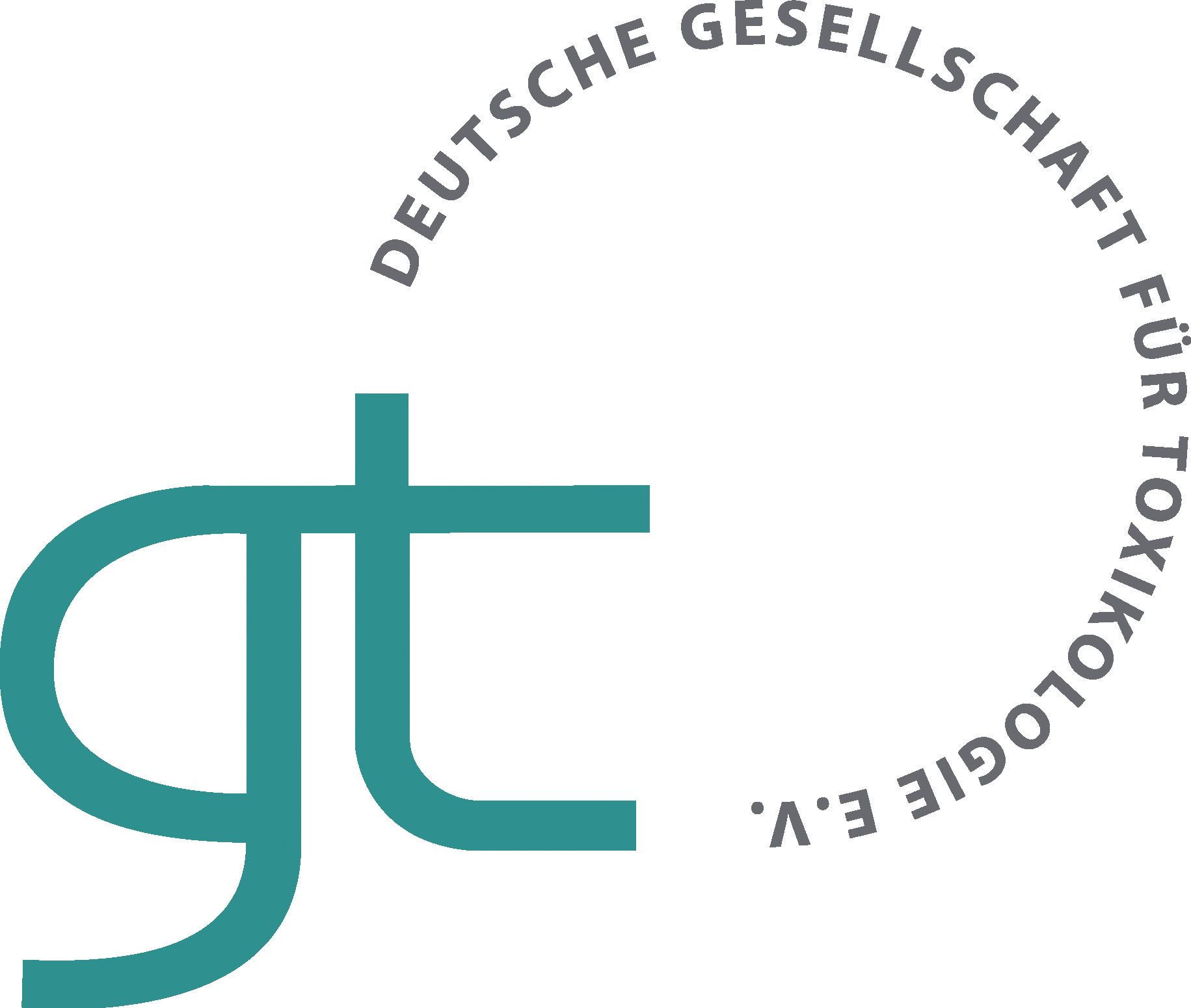

Quelle:

## Die Vorsitzenden (seit 1997 Präsidenten)
Die erste Tabelle zeigt bis 1947 die Vorsitzenden der Deutschen Pharmakologischen Gesellschaft mit Sitz in Berlin-Charlottenburg, von 1947 bis 2006 die Vorsitzenden oder Präsidenten der Deutschen Pharmakologischen Gesellschaft, Sitz Düsseldorf, e. V. und der daraus durch Nennung der Toxikologie und klinischen Pharmakologie hervorgegangenen Nachfolger, für 2007 bis 2010 die Präsidenten der Dachgesellschaft.
| Jahre     | Vorsitzender (Präsident)     | Arbeitsstätte                                                 |
| --------- | ---------------------------- | ------------------------------------------------------------- |
| 1920–1924 | Arthur Heffter               | Friedrich-Wilhelms-Universität Berlin                         |
| 1924–1926 | Walther Straub               | Ludwig-Maximilians-Universität München                        |
| 1926–1928 | Rudolf Magnus                | Universität Utrecht                                           |
| 1927–1928 | Ernst Peter Pick             | Universität Wien                                              |
| 1928–1929 | Wolfgang Heubner             | Universität Göttingen                                         |
| 1929–1930 | Josef Schüller               | Universität zu Köln                                           |
| 1930–1931 | Ferdinand Flury              | Universität Würzburg                                          |
| 1931–1932 | Otto Loewi                   | Universität Graz                                              |
| 1932–1933 | Werner Lipschitz             | Universität Frankfurt am Main                                 |
| 1934–1936 | Sigurd Janssen               | Universität Freiburg im Breisgau                              |
| 1936–1938 | Ferdinand Flury              | Universität Würzburg                                          |
| 1938–1947 | Behrend Behrens              | Universität Kiel                                              |
| 1947–1949 | Otto Riesser                 | Universität Frankfurt am Main                                 |
| 1950–1951 | August Wilhelm Forst         | Ludwig-Maximilians-Universität München                        |
| 1951–1952 | Fritz Hildebrandt            | Universität Gießen                                            |
| 1952–1953 | Werner Schulemann            | Universität Bonn                                              |
| 1953–1954 | Paul Wels                    | Universität Greifswald                                        |
| 1955–1956 | Franz Theodor von Brücke     | Universität Wien                                              |
| 1956      | Gustav Kuschinsky            | Universität Mainz                                             |
| 1957      | Peter Holtz                  | Universität Frankfurt am Main                                 |
| 1958      | Karl Junkmann                | Schering AG, Berlin                                           |
| 1959      | Manfred Kiese                | Ludwig-Maximilians-Universität München                        |
| 1960      | Wilhelm Albert Ernst Neumann | Universität Würzburg                                          |
| 1961      | Otto Schaumann               | Universität Innsbruck                                         |
| 1962–1964 | Hans Herken                  | Freie Universität Berlin                                      |
| 1965–1966 | Werner Koll                  | Max-Planck-Institut für experimentelle Medizin, Göttingen     |
| 1967–1968 | Heribert Konzett             | Universität Innsbruck                                         |
| 1969      | Fred Lembeck                 | Universität Graz                                              |
| 1970      | Karl Joachim Netter          | Universität Mainz                                             |
| 1971–1974 | Hans-Joachim Schümann        | Universitätsklinikum Essen                                    |
| 1975–1978 | Ullrich Trendelenburg        | Universität Würzburg                                          |
| 1979–1982 | Ernst Habermann              | Universität Gießen                                            |
| 1983–1986 | Arnold Hasselblatt           | Universität Göttingen                                         |
| 1987–1990 | Hasso Scholz                 | Universität Hamburg                                           |
| 1991–1993 | Helmut Greim                 | GSF – Forschungszentrum für Umwelt und Gesundheit, Neuherberg |
| 1994–1996 | Karl-Friedrich Sewing        | Medizinische Hochschule Hannover                              |
| 1997–1999 | Manfred Göthert              | Universität Bonn                                              |
| 2000–2002 | Kay Brune                    | Universität Erlangen                                          |
| 2003–2004 | Wilhelm Schmitz              | Universität Münster                                           |
| 2005      | Heidi Foth                   | Martin-Luther-Universität Halle-Wittenberg                    |
| 2006      | Martin Paul                  | Charité, Berlin                                               |
| 2007      | Karsten Schrör               | Universität Düsseldorf                                        |
| 2008      | Heidi Foth                   | Martin-Luther-Universität Halle-Wittenberg                    |
| 2009      | Wilhelm Kirch                | Technische Universität Dresden                                |
| 2010      | Karsten Schrör               | Universität Düsseldorf                                        |
| 2011      | Ursula Gundert-Remy          | Charité Universitätsmedizin Berlin                            |
| 2012      | Wilhelm Kirch                | Technische Universität Dresden                                |
| 2013      | Lutz Hein                    | Universität Freiburg                                          |
| 2014      | Ursula Gundert-Remy          | Charité Universitätsmedizin Berlin                            |
| 2015      | Matthias Schwab              | Eberhard-Karls-Universität Tübingen                           |
| 2016      | Lutz Hein                    | Universität Freiburg                                          |
| 2017      | Holger Barth                 | Universität Ulm                                               |
| 2018      | Matthias Schwab              | Eberhard-Karls-Universität Tübingen                           |
| 2019      | Thomas Wieland               | Ruprecht-Karls-Universität Heidelberg                         |
| 2020      | Holger Barth                 | Universität Ulm                                               |
| 2021      | Ingolf Cascorbi              | Christian-Albrechts-Universität Kiel                          |
| 2022      | Thomas Wieland               | Ruprecht-Karls-Universität Heidelberg                         |
| 2023      | Ingolf Cascorbi              | Christian-Albrechts-Universität Kiel                          |
| 2024      | Robert Landsiedel            | BASF SE, Ludwigshafen                                         |

Die zweite Tabelle zeigt die Vorsitzenden der Arbeitsgemeinschaft der Pharmakologen der Industrie und der Hochschulen der Deutschen Demokratischen Republik und ihrer umbenannten Nachfolger.
| Jahre     | Vorsitzender        | Arbeitsstätte                             |
| --------- | ------------------- | ----------------------------------------- |
| 1959–1964 | Fritz Hauschild     | Universität Leipzig                       |
| 1964–1968 | Hansjürgen Matthies | Medizinische Akademie Magdeburg           |
| 1969–1973 | Fritz Markwardt     | Medizinische Akademie Erfurt              |
| 1973–1975 | Horst Ankermann     | Akademie für Ärztliche Fortbildung Berlin |
| 1975–1978 | Wolfgang Oelßner    | Humboldt-Universität zu Berlin            |
| 1978–1982 | Wolfgang Klinger    | Universität Jena                          |
| 1983–1987 | Hans-Georg Hüller   | Humboldt-Universität zu Berlin            |
| 1987–1990 | Tillmann Ott        | Humboldt-Universität zu Berlin            |
| 1990      | Wolfgang Klinger    | Universität Jena                          |

## Kongresse
Seit jeher gehört die Veranstaltung wissenschaftlicher Tagungen zu den Aufgaben der Gesellschaft. Nach der Gründungsversammlung in Bad Nauheim 1920 fand die nächste – in der Zählung der Gesellschaft zweite – Tagung im September 1921 in Freiburg im Breisgau statt. Otto Loewi sprach über die Entdeckung, die ihm 1936 den Nobelpreis für Physiologie oder Medizin eintragen sollte. Heubner notierte dazu in sein Tagebuch: „30.9. Zweiter Sitzungstag, … sehr wichtiger Vortrag von Loewi (humorale Herznervenwirkung).“
Weitere Tagungen folgten mehr oder weniger – unterbrochen durch den Zweiten Weltkrieg – jährlich, bis der Anstieg der Zahl der Vorträge und ein Überwiegen der Hauptreferate arrivierter Wissenschaftler Zusatztagungen erzwangen. Ein Treffen in Mainz im April 1960 eröffnete die Reihe der „Mainzer Frühjahrstagungen“. Bei der zehnten erinnerte sich der Grazer Pharmakologe Fred Lembeck (* 1922): „Als bei der 25. Jahrestagung unserer Gesellschaft (1959 in Basel) Feierlichkeiten und Hauptreferate die Einzelvorträge überschatteten, faßte unser ‚zorniger junger Kollege‘ Herr Kuschinsky den Entschluß, zu einer einfachen Arbeitstagung nach Mainz einzuladen. Von der ersten Frühjahrstagung an war diesen Tagungen im gastlichen Mainz ein voller Erfolg beschieden. Hier wurde freimütig vorgetragen und eifrig geredet – in dieser uns schon vertrauten Aula – im ‚Haus des Deutschen Weines‘ und im ‚Rebstock‘.“ 2010 erreichte die regelmäßige Serie der Mainzer Frühjahrstagungen die Zahl 51. Parallel dazu fanden unregelmäßig die mit der Bad Nauheimer Gründung eröffneten Jahrestagungen statt, jetzt meist „Herbsttagungen“ genannt. Hinzu kamen von 1989 bis 1998 sieben „Wintertagungen“ in Hannover.
Waren dies vom Ende des Zweiten Weltkriegs bis 1990 Tagungen der westdeutschen, Düsseldorfer Gesellschaft (s. o.), so organisierte die Gesellschaft für Pharmakologie und Toxikologie der DDR von 1959 bis 1990 28 eigene Tagungen.
Das Jahr 2010 brachte einen Neubeginn. Es wurde beschlossen, die „Mainzer Frühjahrstagungen“ mit der 51., 2010, enden und künftig „Jahrestagungen“ an wechselnden Orten stattfinden zu lassen. Zur Bezifferung wurde beschlossen, die Tagungen von der ersten, 1920 in Bad Nauheim, bis zur 25., 1959 in Basel, und die Mainzer Frühjahrstagungen von der ersten, 1960, bis zur 51., 2010, zu addieren, also 25+51=76, und die nächste Jahrestagung, im Frühjahr 2011 in Frankfurt am Main, als „77. Jahrestagung der DGPT“ zu zählen.

## Die Einheit und Vielfalt des Fachs
Stoffe – reine chemische Stoffe oder Stoffgemische etwa in Pflanzenextrakten – treten mit Lebewesen nach denselben Mechanismen oder Naturgesetzen in Wechselwirkung, unabhängig davon, ob die Stoffe dem Lebewesen nützen oder ihm schaden. Darin liegt die Einheit des Fachs Pharmakologie begründet. In der Praxis aber gilt es zwischen Arzneiwirkungen und Schadwirkungen zu unterscheiden.
Die Einheit und Vielfalt zeigen sich historisch in dem Lehrbuch eines der Väter des Fachs Pharmakologie, nämlich Oswald Schmiedebergs (1838–1921). In der 1. Auflage, 1883, nannte er das Buch Grundriss der Arzneimittellehre, in den späteren Auflagen Grundriss der Pharmakologie in Bezug auf Arzneimittellehre und Toxikologie – Schmiedeberg versuchte mit der Umformulierung die Einheit der Pharmakologie und die praktische Zweiteilung in Arzneimittellehre und Toxikologie zu versöhnen.
Ähnlich sehen es die heutigen Lehrbücher, zum Beispiel (Fettdruck des Originals):

„Die Pharmakologie ist die Wissenschaft von den Wechselwirkungen zwischen Stoffen und Lebewesen. ... Die Pharmakologie betrachtet die Wechselwirkung von Stoffen und Lebewesen zunächst wertneutral, also unabhängig davon, ob die Wechselwirkung für das Lebewesen, in der Regel den Menschen, nützlich, belanglos oder schädlich ist. ... In einem zweiten Schritt kann man aber werten und unterscheidet dann zwischen Arzneiwirkungen und Schadwirkungen sowie zwischen Arzneistoffen und Giften. ... Mit der Anwendung von Arzneistoffen beim Menschen beschäftigt sich die Klinische Pharmakologie. ... Sie hilft, für einen individuellen Patienten das richtige Arzneimittel in der richtigen Dosis auszusuchen. Schadwirkungen von Stoffen und praktische Konsequenzen daraus behandelt die Toxikologie. ... Nach der Definition der Pharmakologie sind Toxikologie und Klinische Pharmakologie Teile der Pharmakologie. Sie sind essentielle Teile. In ihnen gewinnt die Pharmakologie für das menschliche Leben unmittelbare Relevanz.“

Die neue Struktur der DGPT versucht die Einheit in der Vielfalt zu verwirklichen.